# Darious Williams
Darious Williams (Jacksonville, 15 marzo 1994) è un giocatore di football americano statunitense che milita nel ruolo di cornerback per i Los Angeles Rams della National Football League (NFL).

## Carriera

### Baltimore Ravens
Dopo non essere stato scelto nel Draft NFL 2018, Williams firmò con i Baltimore Ravens. Debuttò nella NFL il 13 settembre 2018, contro i Cincinnati Bengals, giocando negli special team. Il 6 ottobre 2018 fu svincolato.

### Los Angeles Rams
L'8 ottobre 2018, Williams firmò con i Los Angeles Rams. Rimase nel roster dei Rams per tutta la stagione 2018, disputando una sola partita. Il 20 ottobre 2019 segnò il suo primo touchdown contro gli Atlanta Falcons, sul recupero di un fumble. Quella partita fu la sua prima come cornerback titolare. Il suo primo intercetto fu su un passaggio di Jimmy Garoppolo, il 21 dicembre 2019, contro i San Francisco 49ers. La settimana successiva contro gli Arizona Cardinals intercettò un passaggio di Kyler Murray. Williams giocò 14 partite nella stagione 2019, di cui 3 come titolare, con 15 tackle, 4 passaggi deviati e 2 intercetti.
Nei playoff 2020 Williams intercettò un passaggio di Russell Wilson ritornando il pallone per 42 yard in touchdown nella vittoria per 30–20.
Il 21 aprile 2021 Williams firmò per un altro anno con i Rams Si infortunò alla caviglia nella settimana 5 e fu inserito in lista infortunati il 12 ottobre. Tornò nel roster attivo il 6 novembre. A fine stagione partì come titolare nel Super Bowl LVI vinto contro i Cincinnati Bengals, facendo registrare 8 tackle nella finalissima.

### Jacksonville Jaguars
Il 15 marzo 2022 Williams firmò con i Jacksonville Jaguars.
Nel quarto turno della stagione 2023, nella gara giocata a Londra, Williams mise a segno un intercetto su Desmond Ridder degli Atlanta Falcons, ritornando il pallone per 61 yard in touchdown.

### Ritorno ai Los Angeles Rams
Il 13 marzo 2024 Williams firmò un contratto triennale per fare ritorno ai Los Angeles Rams. Iniziò la stagione in lista infortunati a causa di un problema al tendine del ginocchio riportato in allenamento.

## Palmarès
- Super Bowl : 1

Los Angeles Rams: LVI
- National Football Conference Championship: 1

Los Angeles Rams: 2021